# 田鑫
田鑫（1984年—），辽宁海城人，汉族，中华人民共和国政治人物、第十二届全国人民代表大会解放军代表。
毕业于国防科学技术大学地雷爆破专业。加入中国共产党。2013年，担任全国人大代表。